# Wyoming Highway 374
Der Wyoming Highway 374 (kurz: WYO 374) ist eine 40,83 km lange State Route im US-Bundesstaat Wyoming. Sie verläuft von der Interstate 80 in Green River in Ost-West-Richtung durch das Sweetwater County und besteht aus zwei Teilen, die fünf Kilometer voneinander entfernt an der I-80 enden.

## Streckenverlauf
Der westliche Abschnitt des Wyoming Highway 374 beginnt an der Ausfahrt 61 der Interstate 80, einige Kilometer südlich von Granger im Sweetwater County und verläuft als Frontage Road nördlich der Interstate entlang. Nach rund 8 km erreicht die Straße den U.S. Highway 30, wo sie zunächst endet. Der östliche Abschnitt des WYO374 beginnt einige Kilometer weiter östlich, an der Ausfahrt 66 der Interstate 80 in Little America. Von dort verläuft der Wyoming Highway 374 erneut als Frontage Road nördlich der Interstate in östliche Richtung und bietet mehrere Anschlüsse an die I-80. Südlich des Ortes Bryan überquert der Highway den Blacks Fork und verläuft leicht in nordöstliche Richtung. Nach 22,6 km auf dem östlichen Teilstück zweigt nach Norden der Wyoming Highway 372 über das Seedskadee NWR nach Fontenelle ab. Der Wyoming Highway 374 unterquert unmittelbar darauf die Interstate 80 (Ausfahrt 83) und verläuft nun südlich davon in östliche Richtung. Nach Überqueren des Green Rivers wird der CDP James Town erreicht. Weiter östlich erreicht der Wyoming Highway 374 die Stadt Green River und endet nach insgesamt 40,83 km am Flaming Gorge Way (I-80-Bus/US-30-Bus) im Nordwesten der Stadt. Nach Norden bietet der Flaming Gorge Way erneut Anschluss an die Interstate 80 (Ausfahrt 89), nach Süden verläuft die Straße durch die Innenstadt in Richtung Wyoming Highway 530.

## Geschichte
Der Wyoming Highway 374 verläuft auf der Originalstrecke des U.S. Highway 30 zwischen Granger und Green River. Der US30 verläuft heute zusammen mit der Interstate 80.

## Belege
1. 1 2 3  AARoads: Wyoming State Route Log: 300 through 399. Abgerufen am 22. März 2024 (amerikanisches Englisch).